# Twenty Foreplay
„Twenty Foreplay” este un cântec al interpretei americane Janet Jackson. Piesa a fost compusă de Jimmy Jam, Terry Lewis și Jackson, fiind inclusă pe primul material de tip Greatest hits al artistei, Design of a Decade. „Twenty Foreplay” a fost disponibil doar în Australia, Europa și Noua Zeelandă, în S.U.A. fiind promovat doar prin intermediul posturilor de radio.

## Clasamente
| Clasament                  | Poziția maximă | Referință |
| -------------------------- | -------------- | --------- |
| Australian Singles Chart   | 29             | [ 2 ]     |
| Mega Single Top 100        | 41             | [ 2 ]     |
| German Singles Chart       | 74             | [ 4 ]     |
| New Zealand Singles Chart  | 37             | [ 2 ]     |
| UK Singles Chart           | 3              | [ 5 ]     |
| U.S. Billboard Hot Airplay | 32             | [ 6 ]     |